# Boerderijwinkel

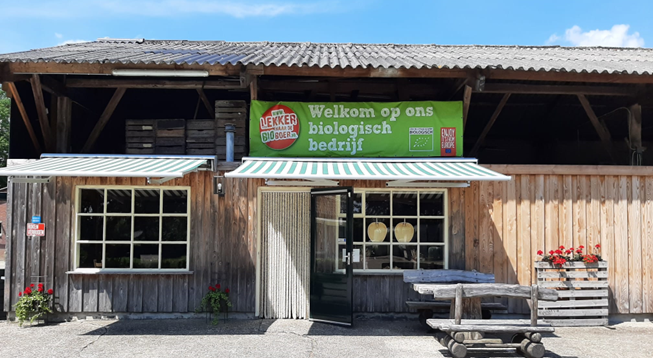
Boerderijwinkel van een biologisch bedrijf

Een boerderijwinkel is een verkooppunt van boerenproducten, meestal op de boerderij zelf waar deze producten geproduceerd worden en de verkoop is meestal gericht op particulieren. Via dit concept wordt de teelt van lokale en verse producten gesteund.

## Soorten en assortiment
Kleine boerderijwinkels verkopen vooral eigen producten, terwijl grotere boerderijwinkels vaak een breder assortiment hebben, met naast eigen producten ook producten van andere bedrijven uit eigen regio, andere regio’s en ook wel andere landen. In een biologische boerderijwinkel worden producten aangeboden die milieuvriendelijker  worden geproduceerd, zonder gebruik van synthetische bestrijdingsmiddelen en met meer nadruk op dierenwelzijn qua leefomstandigheden.

## Locaties en toename
Boerderijwinkels zijn overal te vinden. Er zijn diverse verzamelwebsites en apps beschikbaar die een overzicht bieden van boerderijwinkels per assortiment en aanbod en locatie. In de afgelopen jaren is in Nederland er een toename van tien procent van het bezoek.